# ГЕС Årøy
ГЕС Орей (Årøy) – гідроелектростанція на півдні Норвегії за 140 км на північний схід від Бергену. Використовує ресурс із річки Årøyelvi, яка впадає до Barsnesfjorden, північного завершення Sogndalsfjorden (одна із заток на північному узбережжі найбільшого в країні Согне-фіорду).
Послідовно розташовані на Årøyelvi озера Veitastrondavatnet та Hafslovatnet перетворили на водосховища з корисним об’ємом 45 млн м³ та 8 млн м³ відповідно. Для Veitastrondavatnet, котре має площу поверхні 17,5 км², це досягається шляхом коливання рівня між позначками 168 та 170,5 метра НРМ, тоді як Hafslovatnet має площу поверхні 6,4 км² та коливання рівня між позначками 167,2 та 168,5 м н. р. м.
Ресурс із нижнього водосховища подається через прокладений у правобережному масиві Årøyelvi дериваційний тунель довжиною дещо менше за 2 км. Він живить дві турбіни типу Френсіс, одна з яких має потужність 70 МВт, а інша 20 МВт. Вони використовують напір у 147 м та забезпечують виробництво 350 млн кВт-год електроенергії на рік.
Відпрацьована вода по короткому відвідному тунелю та ще коротшому каналу транспортується до протікаючої за кілька сотень метрів Årøyelvi.